# Marco Reus
Marco Reus, född 31 maj 1989 i Dortmund, är en tysk fotbollsspelare som spelar för Los Angeles Galaxy. 
Reus fick sitt genombrott i Borussia Mönchengladbach.
Den 4 januari 2012 skrev Reus på för sitt gamla lag Borussia Dortmund, i en affär som kostade klubben 17,5 miljoner euro. Reus skrev på ett femårskontrakt och anslöt till Dortmund den 1 juli. Han är känd för sitt snabba spel på kanterna. Tillsammans med Mario Götze utgjorde Reus ett av världens vassaste anfallspar. Duons samarbete upphörde i och med Götzes övergång till Bayern München 2013. Reus var även med i EM 2012 där han var ordinarie i laget. Han skulle dessutom medverkat i VM 2014 och EM 2016 men blev utanför truppen på grund av en skada.
2018 togs han ut till VM och gjorde mot Sverige sitt enda mål i turneringen när han kvitterade till 1-1.
Den 15:e augusti skrev han på ett kontrakt med LA Galaxy i MLS som sträcker sig fram till slutet av säsongen 2026.

## Meriter

### Klubblag
Rot Weiss Ahlen
- Regionalliga: 2007/2008

Borussia Dortmund
- DFB-Pokal: 2016/2017, 2020/2021
- Tyska supercupen: 2013, 2014, 2019

### Individuella
- Årets lag i Bundesliga: 2011–12, 2012–13, 2013–14, 2014–15, 2015–16, 2018–19
- Årets spelare i Bundesliga: 2011–12, 2013–14, 2018–19
- Fussballer des Jahres: 2012, 2019
- UEFA Team of the Year: 2013

## Personligt liv
Reus är döpt efter den Nederländska fotbollsspelaren Marco van Basten. Enligt Reus var hans föräldrars ursprungliga idé att döpa honom till Dennis, men efter Marco Van Bastens volleymål mot Sovjetunionen i EM-finalen 1988 bestämde hans föräldrar sig för att döpa honom till Marco istället för Dennis.
Reus har sagt att om han inte hade blivit professionell fotbollsspelare så hade han blivit pilot.